# 郡司ペギオ幸夫
郡司 ペギオ 幸夫（ぐんじ ペギオ ゆきお、英: Yukio-Pegio Gunji、本名: 郡司 幸夫（ぐんじ ゆきお）、1959年1月 - ）は、日本の科学者。早稲田大学教授。

## 人物
- ペンネームの「ペギオ」はペンギン好きを由来としている[1]。

## 経歴
- 1978年4月1日 東北大学理学部入学
- 1982年3月31日 東北大学理学部地質学古生物学教室卒業（理学士）
- 1982年4月1日 東北大学大学院理学研究科博士前期課程入学
- 1984年3月31日 同課程修了（理学修士）
- 1984年4月1日 東北大学大学院理学研究科博士後期課程進学
- 1987年4月1日 日本学術振興会特別研究員（〜同年6月30日）
- 1987年6月30日 東北大学大学院理学研究科博士後期課程修了（理学博士）
- 1987年7月7日 神戸大学理学部地球科学科助手
- 1993年7月1日 神戸大学理学部地球惑星科学科惑星大講座助教授
- 1999年4月1日 神戸大学理学部地球惑星科学科惑星大講座教授
- 2014年4月 早稲田大学理工学術院基幹理工学研究科教授（基幹理工学部教授と兼任）

## 著書

### 単著
- 『生成する生命―生命理論 1』 哲学書房 2002 哲学文庫 叢書生命の哲学
- 『私の意識とは何か―生命理論2』哲学書房、2003 哲学文庫 叢書生命の哲学
  - 新版『生命理論 第1部 生成する生命／第2部 私の意識とは何か』哲学書房 2006
- 『原生計算と存在論的観測 生命と時間、そして原生』東京大学出版会 2004
- 『生きていることの科学 生命・意識のマテリアル』講談社現代新書 2006
- 『時間の正体 デジャブ・因果論・量子論』講談社選書メチエ 2008
- 『生命壱号 おそろしく単純な生命モデル』青土社 2010
- 『群れは意識をもつ 個の自由と集団の秩序』PHPサイエンス・ワールド新書 PHP研究所 2013
- 『いきものとなまものの哲学』青土社、2014
- 『生命、微動だにせず 人工知能を凌駕する生命』青土社 2018
- 『天然知能』講談社選書メチエ 2019、ISBN 978-4-06-514513-5
- 『やってくる』(シリーズ ケアをひらく) 医学書院 2020
- 『かつてそのゲームの世界に住んでいたという記憶はどこから来るのか』青土社 2022
- 『創造性はどこからやってくるか　天然表現の世界』ちくま新書 2023

### 共著
- 『生命システム』 (複雑系の科学と現代思想)金子邦彦, 高木由臣共著. 青土社, 1997
- 『内部観測 複雑系の科学と現代思想』松野孝一郎, オットー・E.レスラー共著. 青土社 1997
- 『複雑さへの関心』(複雑系叢書 7) 早稲田大学複雑系高等学術研究所 編. 共立出版, 2006
- 『セルオートマトンによる知能シミュレーション: 天然知能を実装する』浦上大輔共著. オーム社 2021

### 翻訳
- ピエル・ルイジ・ルイージ『創発する生命 化学的起源から構成的生物学へ』白川智弘共訳 NTT出版 2009